# Adicella thalia
Adicella thalia là một loài Trichoptera trong họ Leptoceridae. Chúng phân bố ở miền Cổ bắc.